# Madjid Bougherra
Madjid Bougherra (Arabisch:مجيد بوغرة) (Longvic, 7 oktober 1982) is een Frans voormalig voetballer van Algerijnse afkomst. Hij trad in 2016 in dienst bij Aris FC, waar hij vervolgens zijn voetballoopbaan beëindigde. In 2004 debuteerde hij in het Algerijns voetbalelftal.

## Interlandcarrière
Vanwege zijn dubbele nationaliteit kon Bougherra kiezen of hij voor Algerije of voor Frankrijk wilde uitkomen. Voor het Algerijns elftal debuteerde hij op 20 juni 2004 tegen Zimbabwe. Hij maakte zijn eerste interlanddoelpunt op 2 juli 2007 tegen Kaapverdië. Op 2 juni werd hij opgenomen in de selectie voor het wereldkampioenschap voetbal 2014 in Brazilië door bondscoach Vahid Halilhodžić.

## Erelijst
Als speler
 Glasgow Rangers
- Scottish Premier League: 2008/09, 2009/10, 2010/11
- Scottish Cup: 2009
- Scottish League Cup: 2009/10, 2010/11

 Lekhwiya
- Qatar Stars League: 2011/12, 2013/14
- Qatar Crown Prince Cup: 2013

Individueel
- Algerijns voetballer van het jaar: 2009, 2010